# Ethnografisches Museum Transbaikaliens
Das Ethnografische Museum Transbaikaliens (russisch Этнографический музей народов Забайкалья „Ethnografisches/ethnologisches Museum der Völker Transbaikaliens“) ist ein Freilichtmuseum 8 km nordöstlich von Ulan-Ude in Russland. Das Museum ist mit 40 Gebäuden und 37 ha Fläche eines der größten Freilichtmuseen Russlands.

## Geschichte

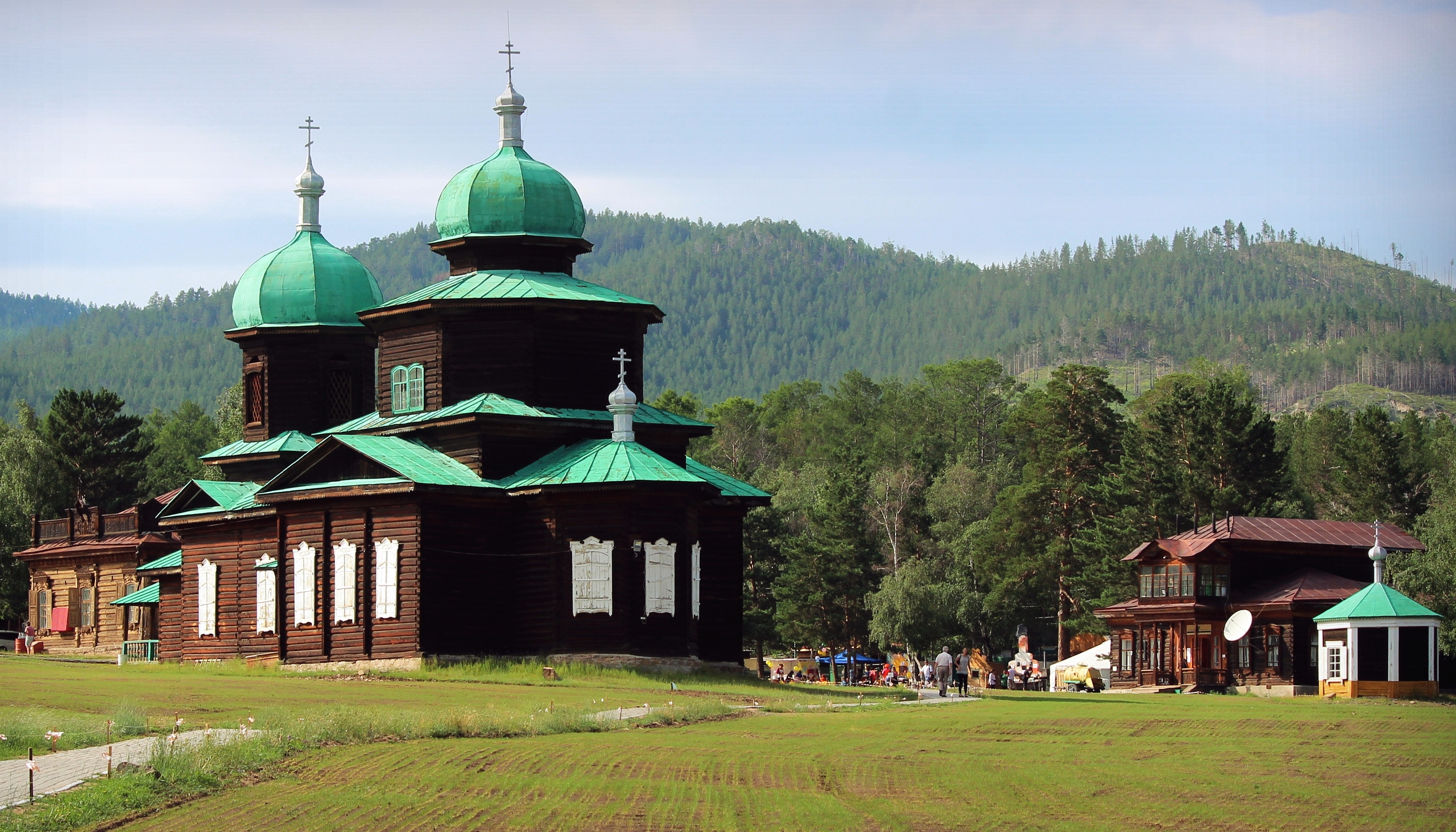
St.-Nikolaus-Kirche

In der Zeit um 1960 wurden in der damaligen UdSSR eine Reihe von volkskundlichen Freilichtmuseen gegründet. Dies erfolgte aus drei Gründen:
- dem wachsenden Wohlstand
- der Entwicklung des Tourismus in der jeweiligen Region und
- der Zunahme der Anzahl ausländischer Touristen.

Das volkskundliche Freilichtmuseum der Republik Burjatien eröffnete am 6. Juli 1973. Die St.-Nikolaus-Kirche aus Nikolsk (Rajon Muchorschibir) war dabei eines der ersten Ausstellungsstücke.

## Bereiche

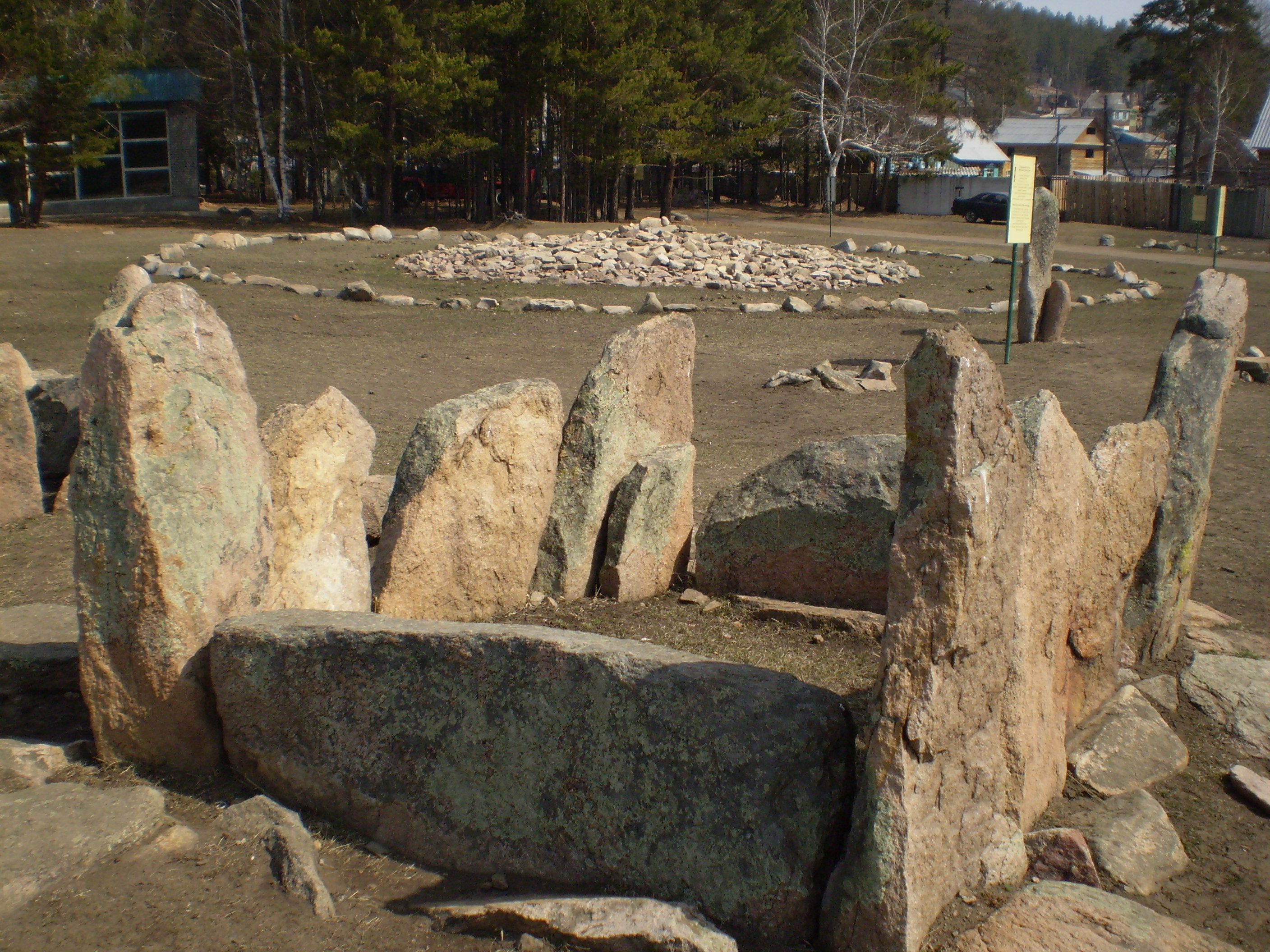
Steingrab der Plattengrabkultur

Das Museum ist in mehrere Bereiche unterteilt:

### Archäologischer Bereich
Der archäologische Bereich besteht aus einem Gebäude und einem Freilichtbereich. Im Freilichtbereich befinden sich heilige Stätten, Steingräber, Steinsäulen, Torsteine u. a. der Plattengrabkultur und der (hier zu den Hunnen gezählten) Xiongnu-Kultur, sowie eine antike Siedlung der letzteren. Die ersten Bestattungen der Xiongnu-Kultur im Gebiet um Kjachta wurden 1896 entdeckt. Im Museumsgebäude sind Funde der Xiongnu-Kultur aus der unteren Iwolginsker Ringwallsiedlung ausgestellt.

### Ewenken-Siedlung

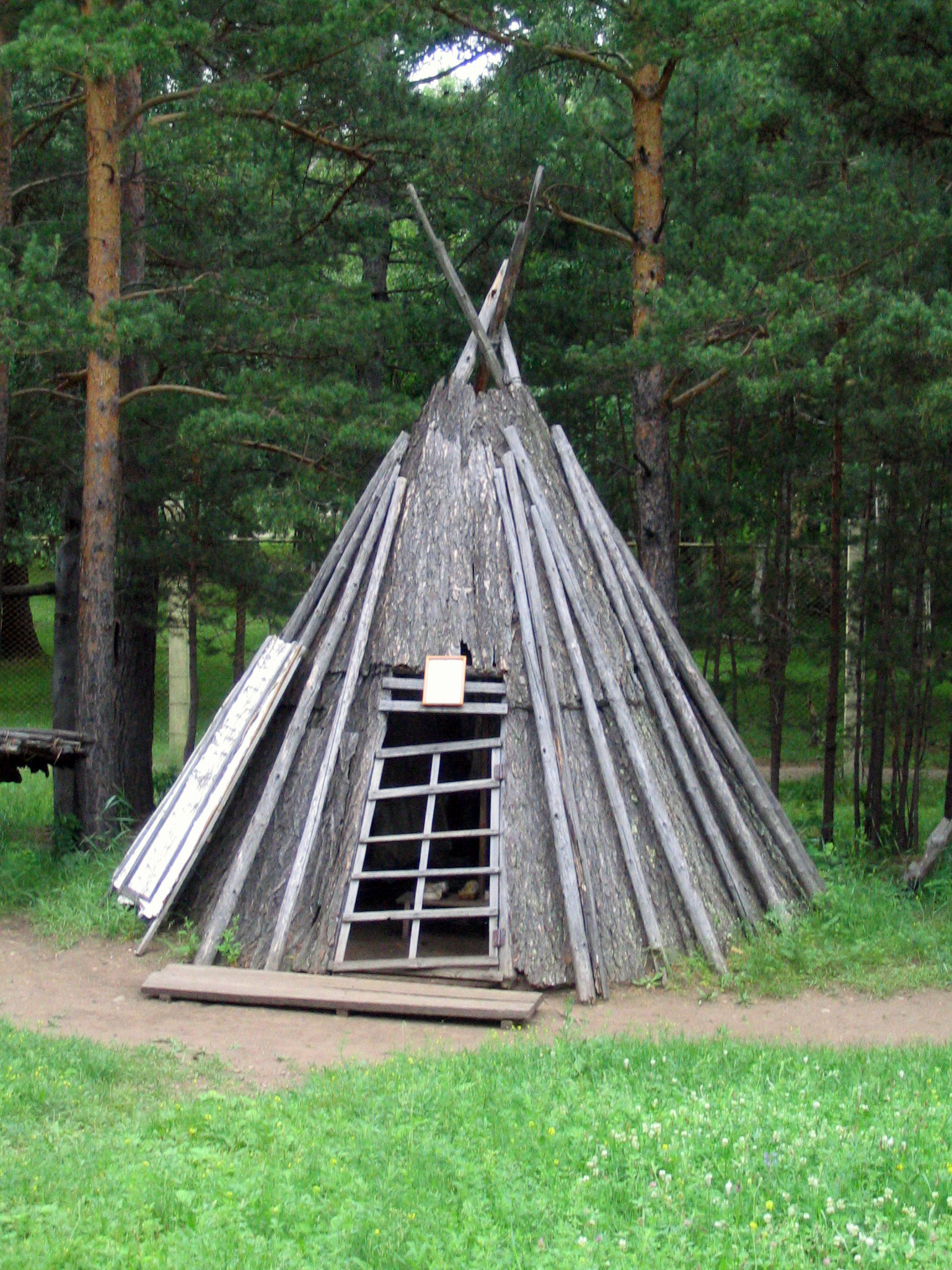
Tschum der Ewenken

Die Siedlung der Ewenken besteht aus mehreren Tschums (kleinen Gebäuden aus Lärchenholz-Rinde, Hirschhaut und Birkenrinde), Schuppen für Vorräte, einem Boot, Schlitten und weiteren Objekten des Alltags. Weiterhin gibt es einen Tschum eines Schamanen mit Totems von Vögeln, Tieren und Fischen, die für das Ritual der Beschwörung von Geistern verwendet wurden.

### Burjaten

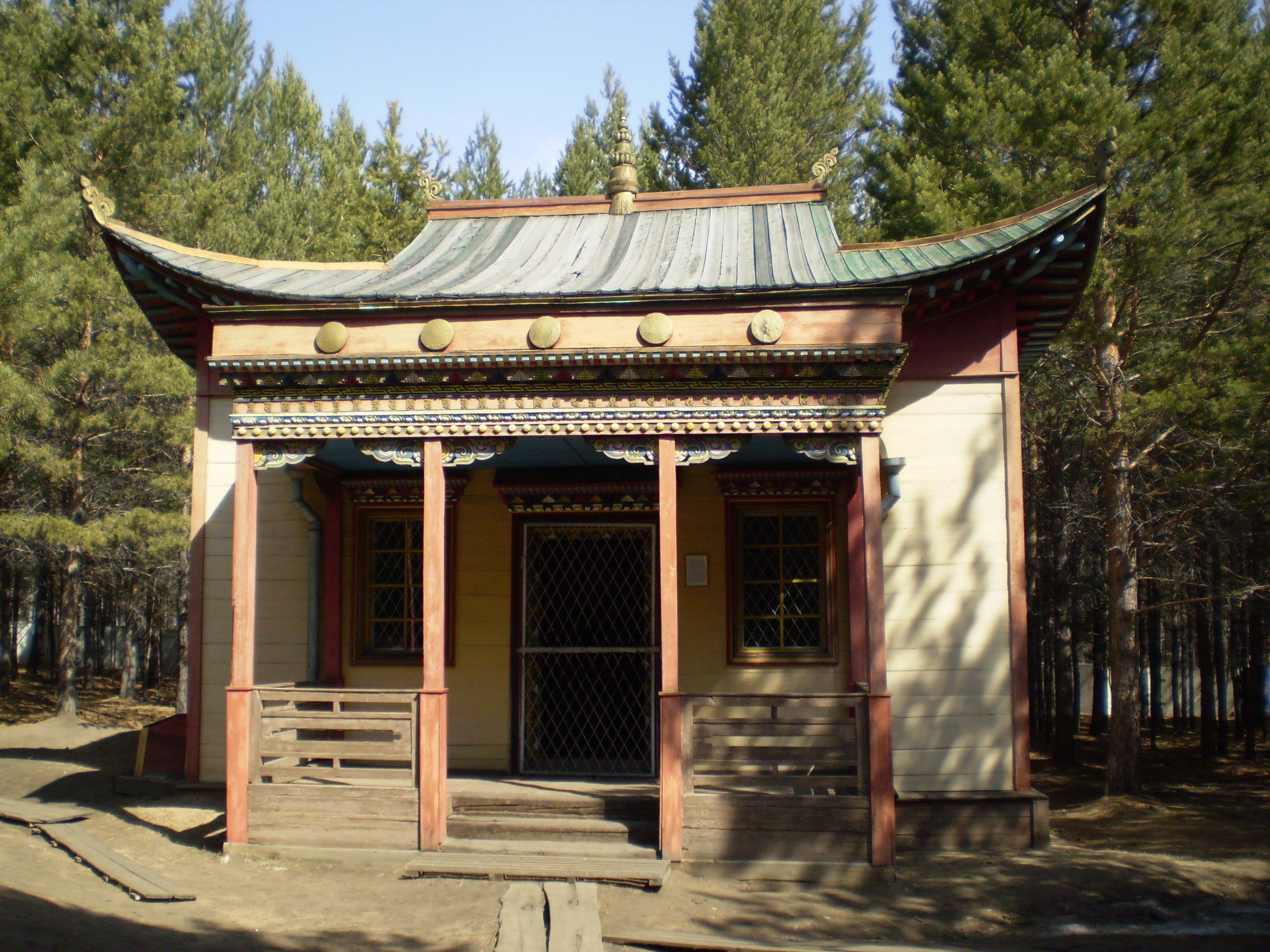
Burjaten-Bereich: Dugan aus der zweiten Hälfte des 19. Jahrhunderts

Der Bereich besteht aus burjatischen Jurten aus Holz wie aus Filz sowie aus Sakralbauten des tibetisch-mongolischen Buddhismus.
In der ersten Hälfte des 19. Jahrhunderts hatten die buddhistischen Tempel der Burjaten gewölbte Dächer. In der zweiten Hälfte des 19. Jahrhunderts erschien ein neuer, ganz anderer Tempeltyp. Ein Beispiel hierfür ist der „Dewadschin-(Деваджин)“-(Sukhavati-)Dugan (Einzeltempel), der aus dem Tamtschinski-Dazan hierher verbracht wurde. Der Tempel wurde 1926 neu gebaut, das äußere Erscheinungsbild blieb unverändert, aber der Bereich um den Tempel herum wurde vergrößert. Der Tempel wurde großteils in Gelb, der heiligen Farbe des Lamaismus, gestrichen. Im Inneren des Tempels befindet sich eine „Tunshi“-Tafel, auf der eine indische Sage dargestellt ist, bei der vier Tiere beraten, wie man an die Früchte eines hohen Baumes gelangt.
In der Gebäudegruppe aus dem östlichen Baikalgebiet steht das Winterhaus des wohlhabenden Burjaten S. B. Safronow (С. Б. Сафронов). Es stand ursprünglich in Chorety (Хореты) in der Region Irkutsk und wurde 1975 in das Museum verbracht.

### Altrussische Siedler und Kosaken

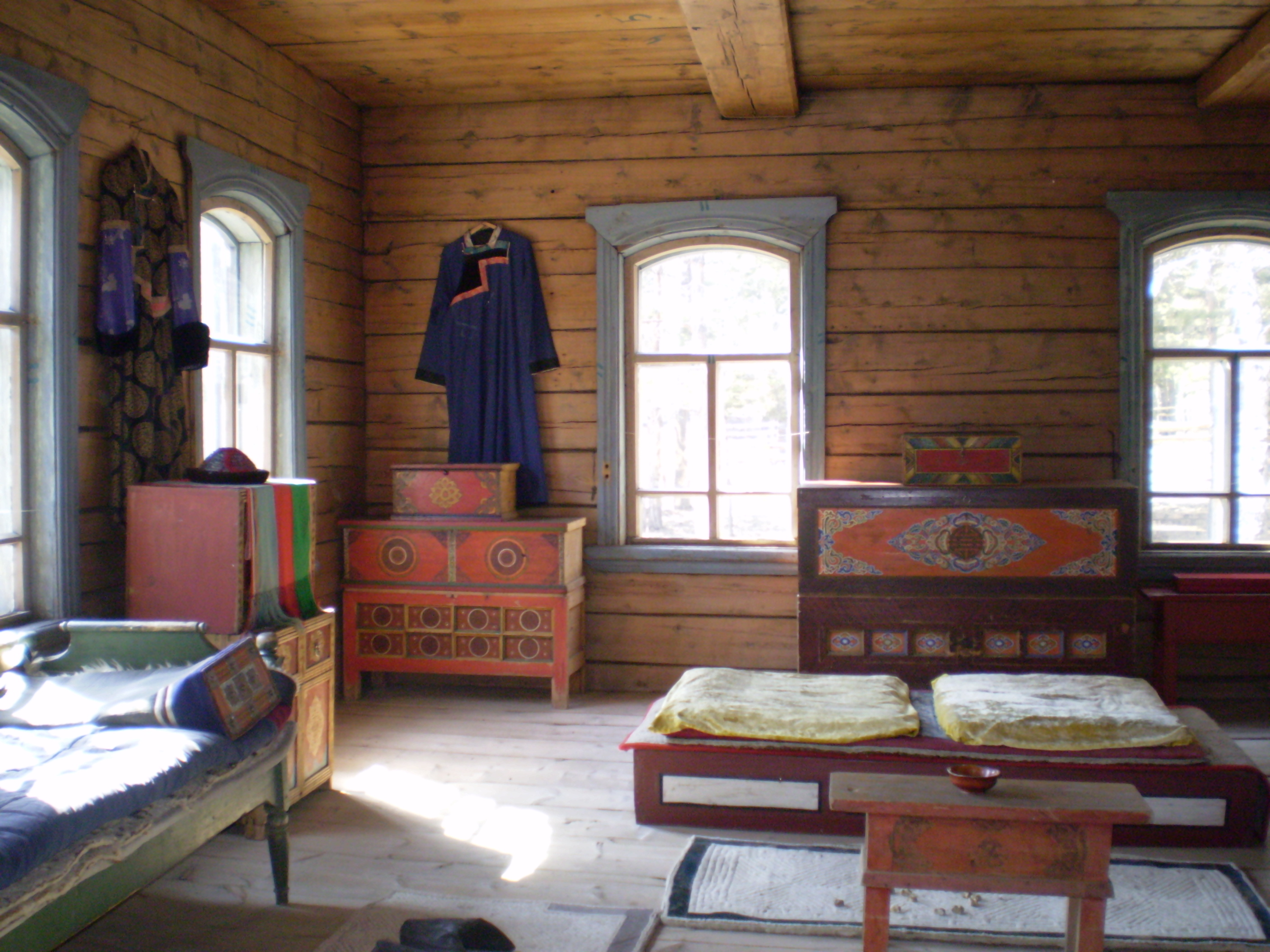
Inneres der Burjaten-Hauses

Die Gebäudegruppe besteht aus einem Dorf mit den typischen Holzhäusern von Kosakenführern, wohlhabenden und armen Einwohnern. Sie stehen dabei für die typischen sozialen Gegensätze in den meisten Dörfern der Baikalregion.

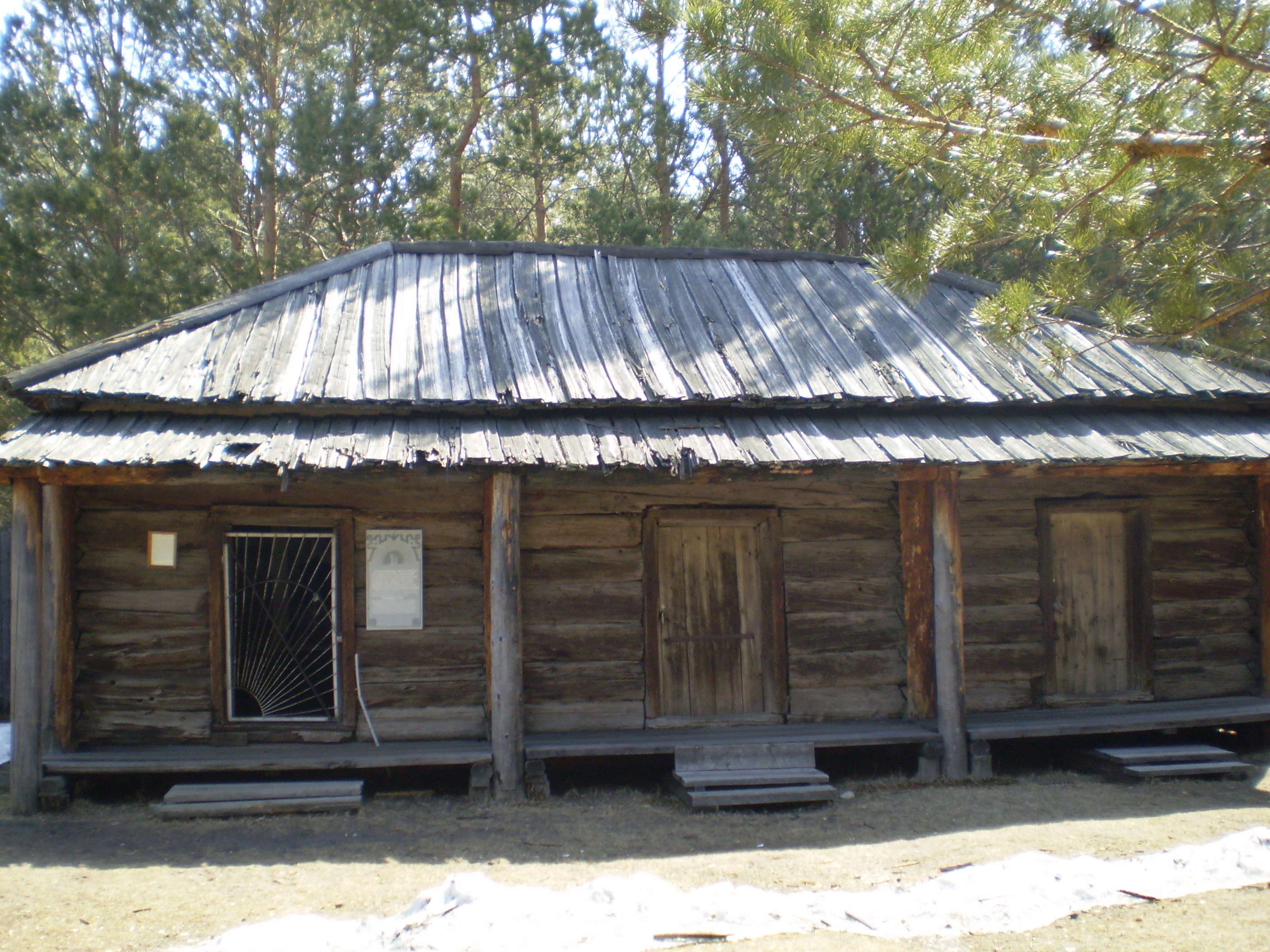
Dreikammerhütte als Übernachtungsort für Verbannte

Eine Scheune mit drei Kammern erinnert an den Ukrainer Ataman Demjan Mnohohrischnyj, der 1673 ins Exil verbannt wurde. Derartige Hütten wurden im Abstand von 25 km errichtet, um Verbannten und Strafgefangenen auf dem Weg in das „Gefängnis Baikal-Region“ vor dem Bau von Verkehrswegen eine Übernachtungsmöglichkeit zu bieten.

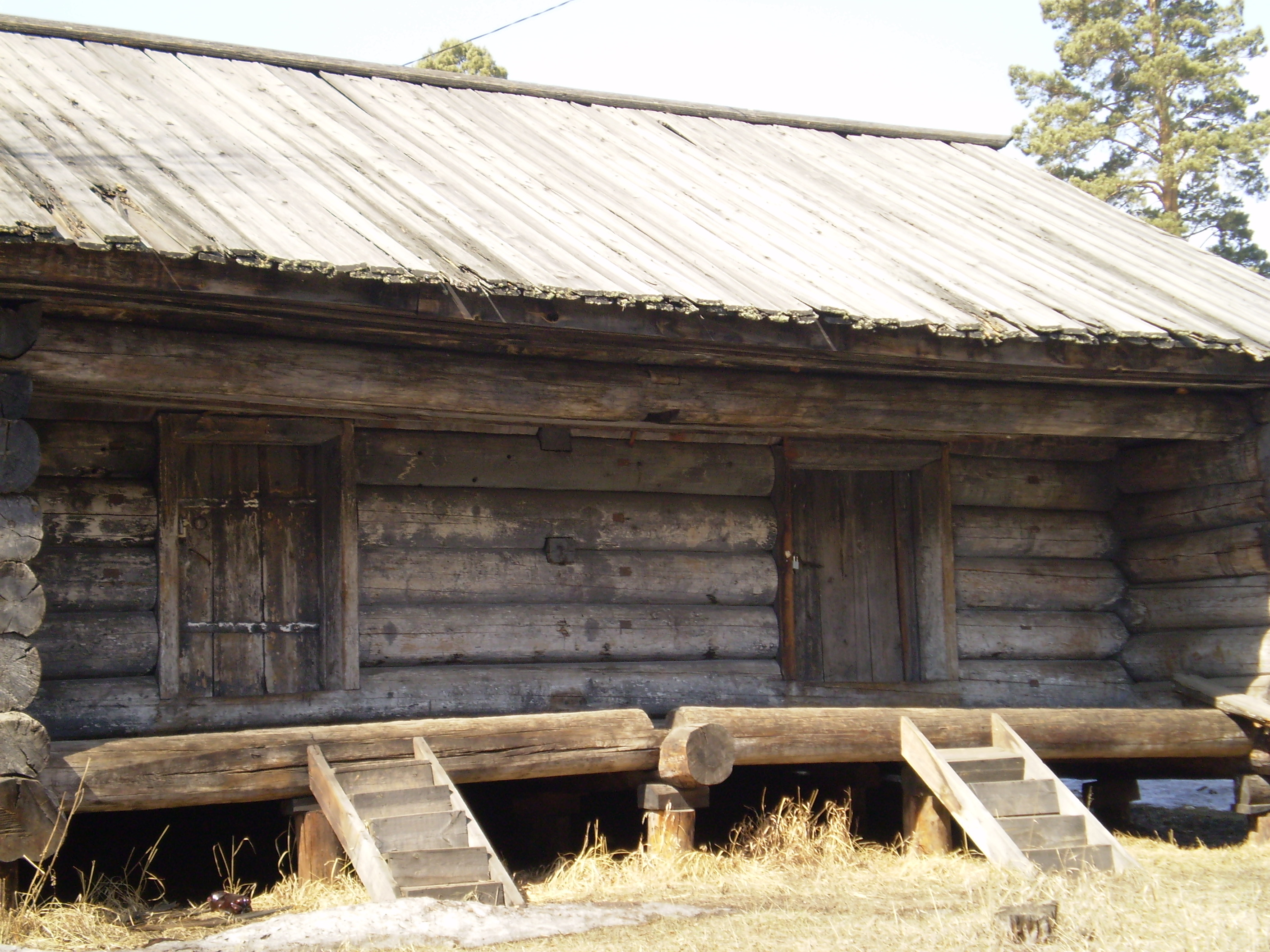
Starozhilchesky-Gebäudegruppe: Zweikammerscheune

In der Gebäudegruppe steht das Gehöft eines Kosakenführers. Das 1880 gebaute Haus wurde aus dem Dorf Baturino (Батурино) aus der Baikal-Region ins Museum verbracht. Gegenüber dem Haus befindet sich eine doppelwandige Scheune aus dem Dorf Klotschnjowo (Клочнёво, Rajon Pribaikalsk) aus dem Jahr 1919.

### Häuser der Altgläubigen

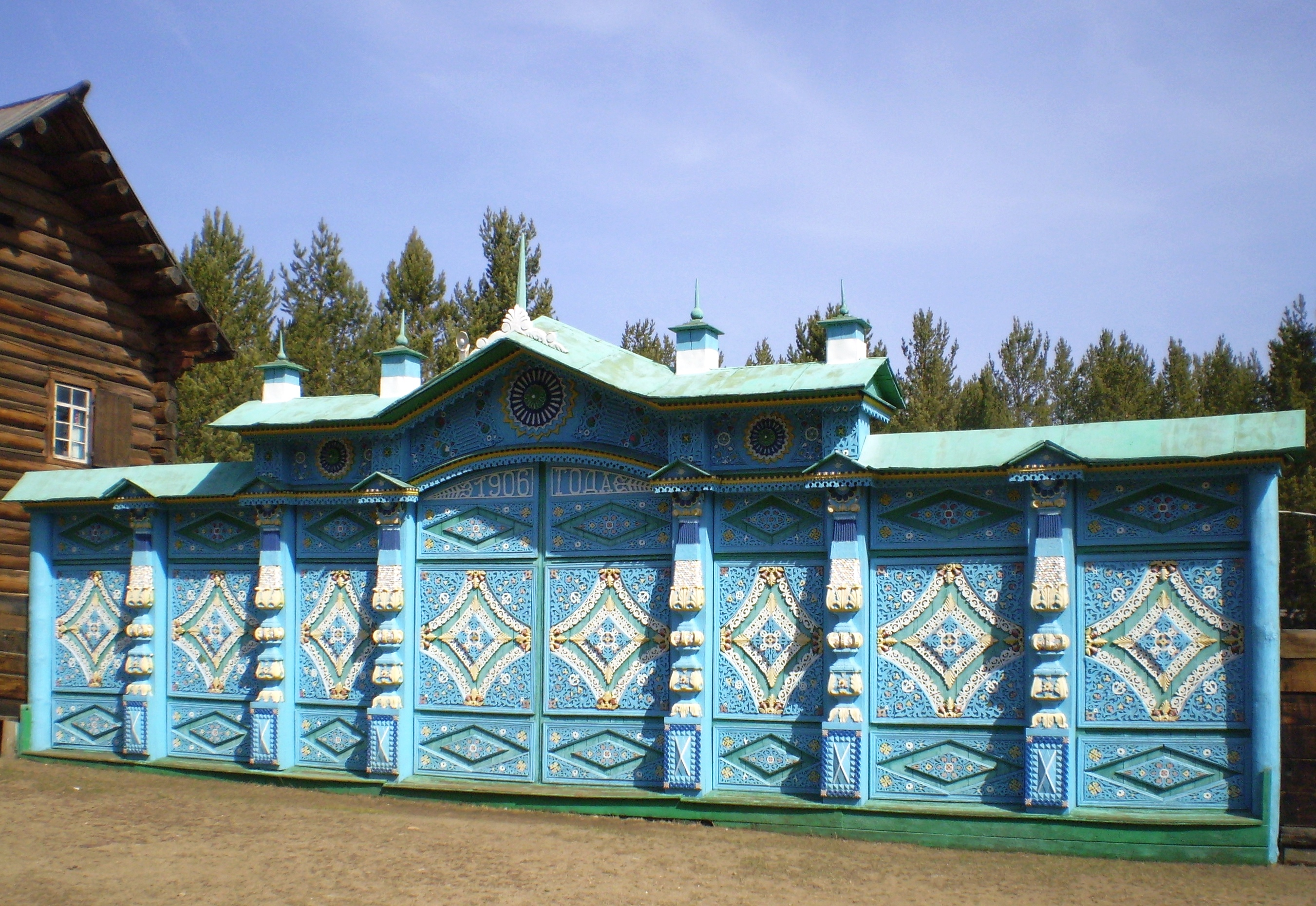
Eingangstor zu einem Anwesen von Altgläubigen

In dieser Gebäudegruppe stehen einseitig an einer Straße gebaute Häuser von Altorthodoxen. Um der Verfolgung durch die Behörden zu entgehen, zogen sich die Altgläubigen oft in abgelegene Gegenden Sibiriens zurück. Die Häuser stammen aus der Zeit der Jahrhundertwende um 1900 und zeigen den unterschiedlichen Wohlstand ihrer Bewohner. Ein Hof eines wohlhabenden Bauern von 1861 aus dem Dorf Barykino (Барыкино) besteht aus dem Hof mit allen Nebengebäuden einschließlich der Schmiede und einer kleinen Altgläubigen-Kapelle. Im Haus befindet sich eine Ausstellung mit Pflügen, Eggen, Dreschmaschinen, Schlitten usw. Das Nachbarhaus aus Nadeina aus dem späten 19. Jahrhundert besitzt vier mit Vögeln bemalte Fensterläden. In einem weiteren zweistöckiges Haus aus dem 19. Jahrhundert befindet sich ein Verkaufsladen, ein Abstellraum und eine hohe Veranda. Die kunstvollen Tore wurden 1906 gebaut und 1978 im Museum wiederhergestellt.

### Städtische Holzarchitektur

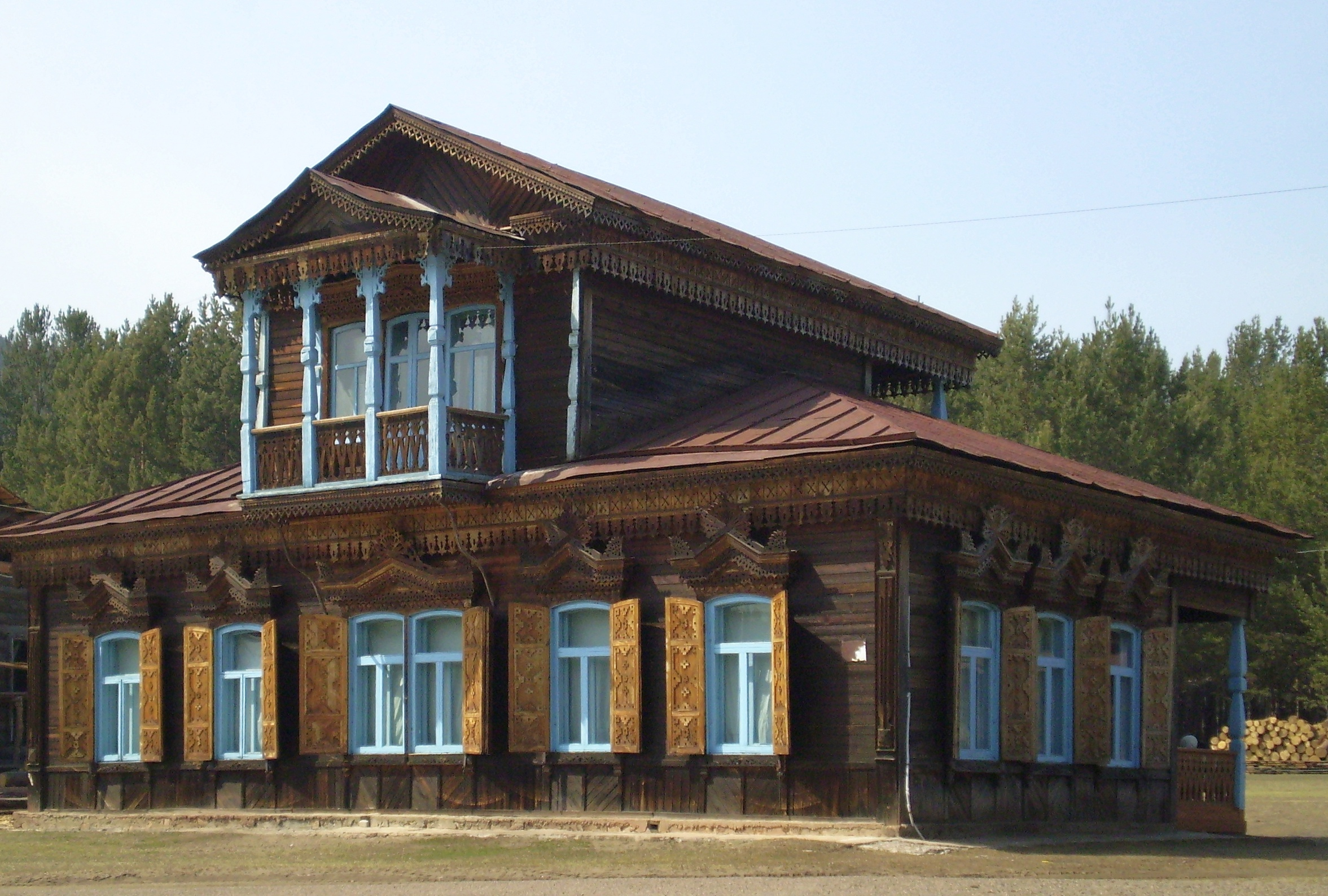
Städtisches Haus mit Dachgeschoss

Unter den vielen Bauwerken der Gebäudegruppe „Altes Werchneudinsk“ (Name der Stadt Ulan-Ude bis 1934) ist ein Stadthaus mit Dachgeschoss und überdachter Außentreppe aus dem Jahre 1900 besonders erwähnenswert. Gegenüber dieser Gebäudegruppe steht die St.-Nikolaus-Kirche der Altgläubigen.